# らんま1/2 町内激闘篇
『らんま1/2 町内激闘篇』（らんまにぶんのいち ちょうないげきとうへん）は、1992年3月27日に日本コンピュータシステム（当時）のブランド・メサイヤより発売されたスーパーファミコン用ソフト。SFCの『らんま1/2』を題材とするゲームの第1作で、ジャンルは対戦型格闘ゲーム。
日本国外版ではキャラクターを全て一新し、『STREET COMBAT』（ストリート・コンバット）のタイトルで1993年にアイレム（現・アピエス）から発売された。

## ゲーム内容

### システム
対戦相手のライフゲージをゼロにし2本先取すると勝ちとなる。
ガードがLRキー、ジャンプがXキーになっている。これは当時アーケードで稼動していた格闘ゲームの基本操作、レバー後ろガード、レバー上ジャンプに慣れているプレイヤーを戸惑わせた。
反面ボタン同時押しやレバー入れボタンで必殺技が出るなど、格闘ゲーム初心者には扱いやすい仕様になっている。

### ストーリーモード
ある日町内で勝ち抜き格闘戦に勝利すれば中国ご招待と書かれた記事を見つけ早速乱馬は御町内の人々と戦い中国行きを目指すことに。
ストーリーモードでは乱馬を操り登場する敵を倒していく事になる。乱馬以外のキャラクターは通常は選択できないが、選択画面で裏技を入力することで乱馬以外も選択可能になる。男乱馬以外のキャラでストーリーモードをクリアするとエンディングで登場するのは女らんまになる。

### 対戦モード
隠しキャラを除く八名（女らんまは乱馬と別扱いとする）からお互い一人選び対戦することができる。選択画面で裏技を使うことで、同キャラ対戦さらに隠しキャラの八宝斎、コロンが選択できるようになる。

## 登場人物
早乙女乱馬
- 声 - 山口勝平

早乙女らんま
- 声 - 林原めぐみ

早乙女玄馬
- 声 - 緒方賢一

九能小太刀
- 声 - 島津冴子

九能帯刀
- 声 - 鈴置洋孝

風林館高校校長
- 声 - 仁内建之

シャンプー
- 声 - 佐久間レイ

響良牙
- 声 - 山寺宏一
- 最終ボス。

隠しキャラ
八宝斎
コロン

## スタッフ
- プロデューサー：土田俊郎
- ディレクター：山本克利
- ゲーム・デザイナー：只隈圭介
- チーフ・プログラマー：山本克利
- プログラマー：H.TSUDA、Y.KAWANO
- シンク・メーカー：百瀬成寿
- グラフィック・デザイナー：只隈圭介、有賀ヒトシ、斉藤智晴、T.SAITO (WINDS CORP.)、S.ENDO (WINDS CORP.)、K.NAGAI (WINDS CORP.)、K.OHNO (WINDS CORP.)
- サウンド・プロデューサー：鈴木隆志 (OPUS CORP.)
- 音楽：榎木淳 (OPUS CORP.)、赤堀正直 (OPUS CORP.)
- エグゼクティブ・ディレクター：白倉安昌

## 評価
ゲーム誌『ファミコン通信』の「クロスレビュー」では合計28点（満40点）、『ファミリーコンピュータMagazine』の読者投票による「ゲーム通信簿」での評価は以下の通りとなっており、23.18点（満30点）となっている。この得点はスーパーファミコン全ソフトの中で37位（323本中、1993年時点）となっている。また、同雑誌1993年8月情報号特別付録の「スーパーファミコンオールカタログ'93」では、「原作独特の世界がそのままに再現されている。必殺技が他のゲームに比べて出し易いのが特徴で、派手なゲームが楽しめるほか、難しい操作が苦手な人にもおすすめできる」と紹介されている。その他、『SUPER FAMICOM Magazine』1993年8月情報号特別付録の「スーパーファミコンオールカタログ'93」巻末に収録されている「部門別ベスト30」では、キャラクタ15位を獲得している。
| 項目 | キャラクタ | 音楽 | 操作性 | 熱中度 | お買い得度 | オリジナリティ | 総合  |
| 得点 | 4.40       | 3.73 | 3.87   | 4.01   | 3.60       | 3.58           | 23.18 |